# حصن الحجلة
حصن الحجلة وهو أحد الحصون الأثرية ويقع شرق عزلة الحجلة، ويرجع تاريخه الأول إلى الفترة الأولى للحكم العثماني ثم تجدد في فترات لاحقة كان آخرها خلال حكم الإمام يحيى بن حميد الدين.

## الوصف المعماري
يتخذ تخطيطه المعماري الشكل الدائري، ويتكون من أربعة طوابق، قوام بنائه الأحجار المهندمة، وتحصينات المبنى عديدة وله بوابة واحدة، ويتبع الحصن مرافق خدمية وأهمها خزانات المياه العديدة الموجودة في محيطه، وعند سفح الجبل سد، ومن قمة هذا الحصن يمكن رؤية شواطئ البحر الأحمر، ويحيط بمبنى الحصن مساحة واسعة للاستراحة .